# Motherhood (ER)
Motherhood is de vierentwintigste aflevering van het eerste seizoen van de televisieserie ER, die voor het eerst werd uitgezonden op 11 mei 1995.

## Verhaal
De zus van Dr. Lewis, Chloe, meldt de geboorte van een gezonde dochter. Cookie, hun moeder, gooit echter roet in het eten tijdens de feestvreugde. Zij had beloofd om op de baby te passen, maar besluit ineens hiervan af te zien. Dr. Lewis besluit dan haar zus te helpen met de baby.
Carter zegt de opleiding op de SEH af en hoopt om een opleiding op chirurgie te krijgen. Echter, Dr. Hicks vertelt hem dat hij hier ook afgewezen is, en nu dreigt hij met lege handen te komen staan.
Dr. Benton krijgt een telefoontje met slecht nieuws: zijn moeder is in haar slaap overleden.
Dr. Ross krijgt de vraag van Diane of hij met haar wil samen gaan wonen. Hij beseft dat dit een serieuze stap is. Linda Farrell, de ex van Dr. Ross, maakt misbruik van de situatie en verleidt hem. Later wordt Dr. Ross dan betrapt door Diane en nu staat hij met lege handen wat vrouwen betreft.
Het wordt Hathaway bijna allemaal te veel nu haar huwelijk met Dr. Taglieri er bijna aankomt.

## Rolverdeling

### Hoofdrol
- Anthony Edwards - Dr. Mark Greene
- Christine Harnos - Jennifer Greene
- George Clooney - Dr. Doug Ross
- Sherry Stringfield - Dr. Susan Lewis
- Kathleen Wilhoite - Chloe Lewis
- Eriq La Salle - Dr. Peter Benton
- CCH Pounder - Dr. Angela Hicks
- Noah Wyle - John Carter
- Julianna Margulies - verpleegster Carol Hathaway
- Conni Marie Brazelton - verpleegster Connie Oligario
- Ellen Crawford - verpleegster Lydia Wright
- Laura Cerón - verpleger Chuny Marquez
- Yvette Freeman - verpleegster Haleh Adams
- Vanessa Marquez - verpleegster Wendy Goldman
- Deezer D - verpleger Malik McGrath
- Gloria Reuben - Jeanie Boulet
- Abraham Benrubi - Jerry Markovic
- Emily Wagner - ambulanceverpleegkundige Doris Pickman

### Gastrol
- Lisa Zane - Diane Leeds
- Zachary Browne - Jake Leeds
- Ving Rhames - Walter Robbins
- Khandi Alexander - Jackie Robbins
- Tamala Jones - Joanie Robbins
- Mark Dakota Robinson - Steven Robbins
- Valerie Perrine - Cookie Lewis
- Andrea Parker - Linda Farrell
- Beah Richards - Mae Benton
- Julie Carmen - Mrs. Lafferty
- Patrick Collins - Dr. Netzley
- Marion Yue - Dr. Sandra Li
- Elizabeth Norment - Mrs. Sandburg
- Angel Aviles - Ramos

en vele andere